# Leafcutter John
Leafcutter John est un musicien expérimental britannique.

## Biographie
Il a joué avec Imogen Heap, Serafina Steer et Talvin Singh, soutenu Matmos et Yoshihide Ōtomo, et a fait partie du groupe de Beck au Barbican, à Londres. En 2007, il se produit au Meltdown Festival de Jarvis Cocker. Il a joué aux côtés du pianiste de jazz Michael Wollny lors de la soirée d'ouverture du festival Bauhaus 100  en janvier 2019. À l'automne/hiver 2019, il assure la première partie de la tournée britannique de The Comet Is Coming.
Leafcutter John est également un producteur et remixeur accompli, ayant travaillé sur des projets pour : DJ /rupture, Ed Dowie et autres.
Il vit à Sheffield, dans le Yorkshire du Sud.

## Discographie partielle
- 1998 : The Sky Is Darker Than the Road
- 2000 : Concourse EEP (Planet Mu)
- 2001 : Microcontact (Planet Mu)
- 2001 : Zeagma (Planet Mu)
- 2003 : The Housebound Spirit (Planet Mu)
- 2006 : The Forest and the Sea (Staubgold Records) (CD/LP)
- 2010 : Tunis (Tsuku Boshi) (CD)
- 2015 : Resurrection (Desire Path Recordings)
- 2019 : Yes! Come Parade With Us (Border Community)[10]